# Hassen Gabsi
Hassen Gabsi (arab. حسان القابسي; ur. 23 lutego 1974 w Tunisie) – tunezyjski piłkarz występujący najczęściej na pozycji prawego pomocnika.

## Kariera klubowa
Hassen Gabsi zawodową karierę rozpoczynał w 1994 roku w Espérance Tunis. Występował tam przez siedem sezonów, w trakcie których odnosił wiele sukcesów. Cztery razy z rzędu sięgnął po tytuł mistrza kraju, dwa razy zdobył puchar Tunezji, dwa razy dotarł do finału Afrykańskiej Ligi Mistrzów, wywalczył także Superpuchar Afryki, Puchar CAF oraz Puchar Zdobywców Pucharów CAF. Latem 2001 roku Gabsi przeprowadził się do Włoch, gdzie podpisał kontrakt z drugoligowym klubem Genoa CFC. W debiutanckim sezonie rozegrał dla niego 21 ligowych spotkań i zajął dwunastą pozycję w Serie B. W kolejnych rozgrywkach tunezyjski pomocnik zaliczył już tylko siedem występów i po zakończeniu sezonu powrócił do Espérance Tunis. Zdobył z nim piąte w swojej karierze mistrzostwo Tunezji oraz trzeci w karierze puchar kraju. Po sezonie 2003/04 Gabsi postanowił zakończyć piłkarską karierę.

## Kariera reprezentacyjna
W 1996 roku Gabsi brał udział w Igrzyskach Olimpijskich w Atlancie. W reprezentacji Tunezji zadebiutował rok później. W 2002 roku znalazł się w 23-osobowej kadrze drużyny narodowej na mistrzostwa świata. Podopieczni Ammara Souayaha nie zdołali przebrnąć przez fazę grupową i odpadli z turnieju. Na mundialu Gabsi zagrał w przegranym 2:0 spotkaniu przeciwko Rosji oraz zremisowanym 1:1 pojedynku z Belgią. Po mistrzostwach Tunezyjczyk zakończył reprezentacyjną karierę. Łącznie dla Tunezji rozegrał 51 meczów i zdobył 13 goli.